# Бейлероглу, Малик
Малик Бейлероглу (тур. Malik Beyleroğlu, при рождении Малик Агаев (азерб. Malik Ağayev); род. 21 января 1970, Азербайджанская ССР) — турецкий боксёр азербайджанского происхождения, представитель средней и полутяжёлой весовых категорий. Выступал за сборную Турции по боксу на всём протяжении 1990-х годов, серебряный призёр летних Олимпийских игр в Атланте, серебряный и бронзовый призёр Средиземноморских игр, победитель турниров национального и международного значения. Также известен как преподаватель и тренер по боксу.

## Биография
Малик Бейлероглу родился 21 января 1970 года в Азербайджанской ССР, но после распада Советского Союза в 1991 году переехал на постоянное жительство в Турцию. Начиная с 1992 года проходил подготовку в боксёрском клубе спортивного объединения «Фенербахче».
Первого серьёзного успеха на взрослом международном уровне добился в 1993 году, когда вошёл в основной состав турецкой национальной сборной и побывал на Средиземноморских играх во Франции, откуда привёз награду серебряного достоинства — в решающем поединке первой средней весовой категории уступил представителю Боснии и Герцеговины Алмедину Фетаховичу. Также стал серебряным призёром международного турнира «Ахмет Комерт» в Стамбуле и выступил на чемпионате мира в Тампере, где на стадии четвертьфиналов был остановлен кубинцем Альфредо Дуверхелем.
В 1994 году стал серебряным призёром международного турнира «Золотой пояс» в Бухаресте, где в финале проиграл местному румынскому боксёру Франчиску Ваштагу, и выступил на Играх доброй воли в Санкт-Петербурге, где уже в четвертьфинале был побеждён представителем Нидерландов Орханом Делибашем.
Боксировал на чемпионате Европы в Вайле и благодаря череде удачных выступлений удостоился права защищать честь страны на летних Олимпийских играх в Атланте — в категории до 75 кг благополучно прошёл первых троих соперников по турнирной сетке, но в решающем финальном поединке со счётом 3:11 потерпел поражение от титулованного кубинца Ариэля Эрнандеса и получил тем самым серебряную олимпийскую медаль.
Став серебряным олимпийским призёром, Бейлероглу остался в главной боксёрской команде Турции и продолжил принимать участие в крупнейших международных турнирах. Так, в 1997 году он завоевал бронзовую медаль на Средиземноморских играх в Бари, выступил на турнире Мухаммеда Али в Луисвилле, где проиграл в четвертьфинале британцу Брайану Мэги, одержал победу на турнире «Золотой пояс» в Бухаресте.
В 1998 году в четвертьфинале турнира «Ахмет Комерт» вновь встретился с Ариэлем Эрнандесом и снова уступил ему.
В 1999 году, поднявшись в полутяжёлый вес, стал бронзовым призёром международного турнира «Таммер» в Финляндии, где в полуфинале проиграл румыну Клаудио Рышко. На предварительном этапе «Ахмет Комерт» был остановлен украинцем Андреем Федчуком.
Последний раз показывал сколько-нибудь значимые результаты на международной арене в сезоне 2000 года, когда боксировал на турнирах «Трофео Италия» и «Кубок Химии» в Галле — однако попасть здесь в число призёров не смог.
Завершив спортивную карьеру, получил высшее образование в области физической культуры и спорта. Работал преподавателем в университете и тренером по боксу, в частности тренировал боксёров турецкой национальной сборной.